# William Bridgeman, 1:e viscount Bridgeman
William Clive Bridgeman, 1:e viscount Bridgeman, född 31 december 1864, död 14 augusti 1935, var en brittisk politiker.
Efter studier i Eton och Cambridge och efter flera fåfänga försök att vinna ett parlamentsmandat valdes Bridgeman 1906 till konservativ medlem av underhuset. Ivrigt verksam, särskilt i skol- och jordfrågor, blev han 1911 en av sitt partis "inpiskare". Under koalitionsministärerna H.H. Asquith och David Lloyd George (1915–1922) innehade han olika högre poster i finans, arbets-, handels- och gruvdepartementen. I de konservativa kabinetten Andrew Bonar Law och Stanley Baldwin var han medlem dels som inrikesminister (1922–1924), dels som förste amiralitetslord (1924–1929). Sommaren 1925 var Bridgeman regeringens representant i förhandlingarna med gruvarbetarna. År 1929 upphöjdes han till peer och fick därmed säte i överhuset.